# Мещерская, Екатерина Николаевна
Екатерина Николаевна Карамзина, в браке княгиня Мещерская (22 сентября 1806 — 10 ноября 1867) — фрейлина двора (01.09.1825), дочь историка Николая Михайловича Карамзина, которой посвящали стихотворения русские поэты-романтики. В зрелые годы — хозяйка консервативного великосветского салона.

## Биография
Дочь Николая Михайловича Карамзина от второго его брака с Екатериной Андреевной Колывановой. Начиная с 1804 года каждое лето Карамзины проводили в усадьбе Остафьево, а зимой жили в Москве. Сперва в доме на Большой Дмитровке, а потом на Воздвиженке. В 1816 году они переехали в Петербург, где 27 апреля 1828 года Екатерина Николаевна стала второй женой подполковника в отставке князя Петра Ивановича Мещерского (29.05.1802—15.04.1876).

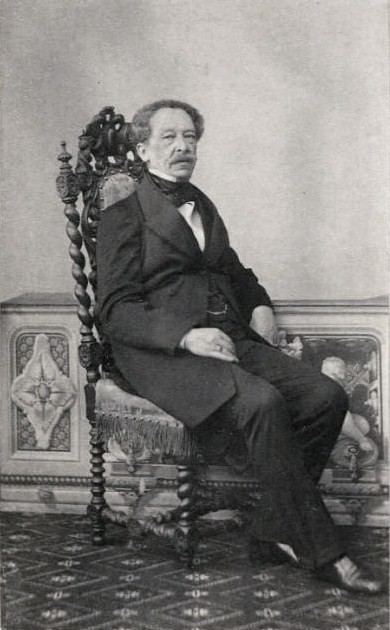
Пётр Мещерский

С детства была окружена интересными людьми. Письма к ней и её письма — важный источник для исследования истории жизни Пушкина, Вяземского, Лермонтова, Тютчева и других. Поэт В. А. Жуковский 24 ноября 1818 года написал ей в альбом стихотворение, которое так и назвал: «В альбом Е. Н. Карамзиной»; позже П. А. Вяземский написал стихотворение «Ночь в Ревеле» (1843) с пометой «Посвящается княгине Е. Н. Мещерской».

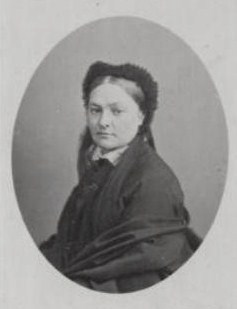
Екатерина Мещерская

С Пушкиным Екатерина Николаевна была знакома с 1817 года. Поэт впервые увидел её одиннадцатилетней девочкой. Вполне естественно, что в ту пору она никак не могла его заинтересовать. А новая встреча произошла только после возвращения поэта из Михайловской ссылки. Он впервые приехал в Петербург в мае 1827 года, где встретился с Карамзиными, а в июле уже выехал в Михайловское, где были написаны «Арион» и посвящённый ей «Акафист». После замужества встречалась с Пушкиным в салоне своей матери, в доме Вяземских и в доме своего мужа. Входила в круг друзей поэта, особенно в последние годы его жизни, и постоянно бывала в его доме.
Пушкин в сопровождении Софии Карамзиной провожал 26 мая 1834 г. до Кронштадта уезжавшую за границу семью Мещерской (муж и сын Николай), а об их возвращении он справлялся у жены 25 сентября 1835 года. Гибель поэта потрясла Екатерину Николаевну. Она безмерно негодовала на тех, кто пытался выгородить Дантеса, и назвала убийцу Пушкина «гнусным обольстителем и проходимцем, у которого было три отечества и два имени». В письме к золовке Марии Ивановне Мещерской от 16 февраля 1837 года подробно описала обстоятельства дуэли и смерти Пушкина, сказав: «Мы были так жестоко потрясены кровавым событием, положившим конец славному поприщу Пушкина». Впоследствии княгиня Мещерская рассказывала Л. Н. Толстому, что Пушкин говорил ей о «неожиданном» для него сюжетном повороте романа «Евгений Онегин» — отказе Татьяны Онегину.
По свидетельству современников, князь Мещерский уступал в смысле ума и характера своей жене, которая играла в семье первую скрипку. Он был добрый простак и жене не по плечу, она же до самого венца не знала, идти ли ей замуж за него или нет. Неудивительно, что в их доме господствовал культ Карамзина и карамзинские традиции; в начале царствования Александра II, в эпоху либеральных преобразований, салон княгини Мещерской считался одним из центров консервативной дворянской оппозиции. Она принимала гостей каждый вечер, приезжавших к ней уже после бала. К ней являлись иногда около 4-х утра, и это никого не удивляло. Нередко гости уходили уже поздним утром. По словам А. Ф. Тютчевой, княгиня Мещерская была женщина болезненная и в то же время очень капризная в выборе своих друзей. Гости, интересовавшиеся политикой, поднимались к ней наверх, и там разгорались жесткие и страстные споры:

Ум княгини Екатерины Николаевны был необычайно язвительный, характер цельный и страстный, столь же абсолютный в своих симпатиях, как и антипатиях, в утверждениях, как и в отрицаниях. Для неё не существовало переходных оттенков между любовью и ненавистью, на её палитре были только эти две явные краски.

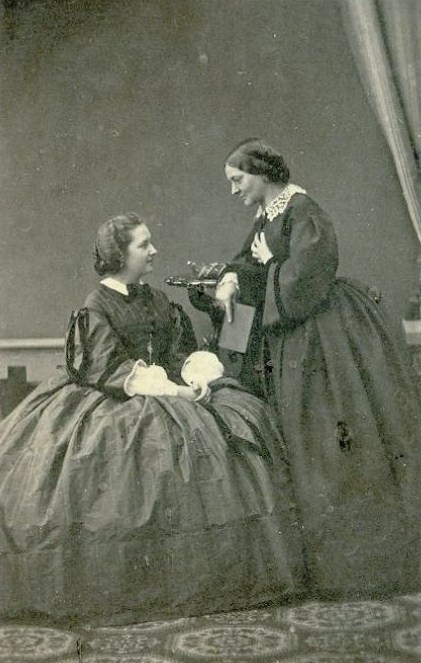
Екатерина Клейнмихель с тетушкой Елизаветой Карамзиной

 С конца 1850-х годов Мещерские подолгу жили заграницей, чего требовало слабое здоровье Екатерины Николаевны. В 1857 году в Веве их часто навещал Л. Н. Толстой. В своих дневниках о супругах Мещерских он отзывался с одной стороны, как о «хороших людях», где чувствовал себя «очень приятно» и «отводил у них душу»; но, познакомившись с ними поближе, признавался, что они не его люди: «Мещерские отвратительные, тупые, уверенные в своей доброте, озлобленные консерваторы».
Княгиня Мещерская умерла от воспаления крови в ноябре 1867 года в Париже, тело её было перевезено в Россию и похоронено на Тихвинском кладбище Александро-Невской лавре. Захоронение утрачено в советское время.

## Дети
- Николай (1829—1901), был женат на графине Марии Александровне Паниной (ум. 30.09.1903)
- Сергей (19.04.1831[16]— ?), крещен 16 мая 1831 года в  Симеоновской церкви при восприемстве князя П. С. Мещерского и бабушки Е. А. Карамзиной.
- Александр (1837—02.02.1875), был женат на Надежде Ивановне Рюминой. По словам графа С. Д. Шереметева, «преображенца Мещерского в полку все прозывали Макаром, он был очень ограничен и во хмелю неприятен, а так как он сильно придерживался чарочки, то жизнь его жены, несколько чопорной и сентиментальной дамы, была нелегка»[17]. Скончался в Париже от ишемический инсульта.
- Владимир (1839—1914), публицист, прозаик.
- Екатерина (1843—1924), фрейлина, замужем за генерал-майором графом В. П. Клейнмихелем (1839—1882).